# Zatoka Marsylska widziana z Estaque
Zatoka Marsylska widziana z Estaque (fr. Le golfe de Marseille vu de L’Estaque) – obraz Paula Cézanne’a z lat 1883–1885. Obraz przedstawia zatokę Marsylską widzianą z L’Estaque.
W płótnie szczególnie wyraźne jest porzucenie perspektywy i spłaszczenie form. Zamiast przyciemniać najbardziej oddalone partie morza, Cézanne zadowolił się jednolitą, błękitną płaszczyzną. Jednak by namalować skały nałożył grube warstwy farby.